# Нечипоренко Євген Петрович
Євген Петрович Нечипоренко (нар. 31.07.1929 — пом. 22.07.2002) — доктор технічних наук, професор, педагог, винахідник, завідувач кафедри матеріалів реакторобудування фізико-технічного факультету Харківського національного університету імені В. Н. Каразіна (1976–1996)

## Хронопис життя
Народився 31 липня 1929 у селі Великий Кобелячок Новосанжарського району Полтавської області.
1951 — закінчив фізико-математичний факультет Полтавського педагогічного інституту.
З цього ж року — аспірант академіка К. Д. Синельникова — директора Харківського фізико-технічного інституту.
Після закінчення аспірантури працював у ХФТІ у відділі вакуумної металургії.
У 1956 році захистив кандидатську дисертацію, яка була присвячена розробці захисних покриттів для ядерного палива.
На початку 60- х років — керував лабораторією ВМ-3, безпосередньо брав участь у розробці та виготовленні першого у світі атомного реактора — перетворювача на швидких нейтронах
У 1965 р — захистив докторську дисертацію.
1970 року став професором.
З 1974 року викладач на кафедрі матеріалів реакторобудування фізико-технічного факультету Харківського державного університету.
З березня 1976 року до червня 1996 року очолював кафедру матеріалів реакторобудування фізико-технічного факультету.
В останні роки — професор кафедри.
Помер 22 липня 2002 року у Харкові.

## Науково-педагогічний доробок

### ХФТІ
Керував лабораторією з розробки та виготовлення першого у світі атомного реактора-перетворювача на швидких нейтронах «Ромашка» — запуск якого в космос у серпні 1964 року зміцнив би престиж СРСР як ядерної та космічної держави.
На відміну від американського реактора SNAP-10A — у «Ромашці» відсутні теплоносій та насоси. Американці тоді змушені були відмовитися від свого варіанту реактора через нетривкі позиції в галузі високотемпературного матеріалознавства. За експлуатаційними можливостями пристрій не мав аналогів у світовій практиці реакторобудування. Стабільна і надійна робота реактора протягом 2-х років довела реальну можливість експлуатації таких пристроїв, дозволила отримати безцінні експериментальні результати.
У «Ромашці» найповніше втілені ідеї реактора прямого перетворення: там немає нічого, що рухається.
Створення «Ромашки» — найяскравіша сторінка науково-технічної біографії Євгена Петровича Нечипоренка.

### Харківський університет
Продовжив розпочату в ХФТІ наукову роботу зі створення та дослідження властивостей нових високотемпературних матеріалів.
За його очільництвом розроблені і випускалися нові види високотемпературної техніки на основі силіцидів. Окрім прикладних результатів вельми цінними стали отримані дані з фундаментальних питань фізики твердого тіла: дифузії, окисленню, термодинаміки.
Уперше передбачив перспективність і зі своїми колегами довів на практиці можливість використання нижчих і проміжних силіцидів для захисту важкотопних металів від високотемпературного окислення.
За роки керування, кафедра підготувала понад 400 фахівців — матеріалознавців, котрі працюють у провідних наукових центрах Харкова, України та колишнього СРСР.
П'ятеро учнів професора Нечипоренка захистили кандидатські дисертації.
У співавторстві з колегами та учнями опублікував 4 монографії, сотні статей і наукових доповідей.
Співавтор понад 40 винаходів.